# Honmei choco

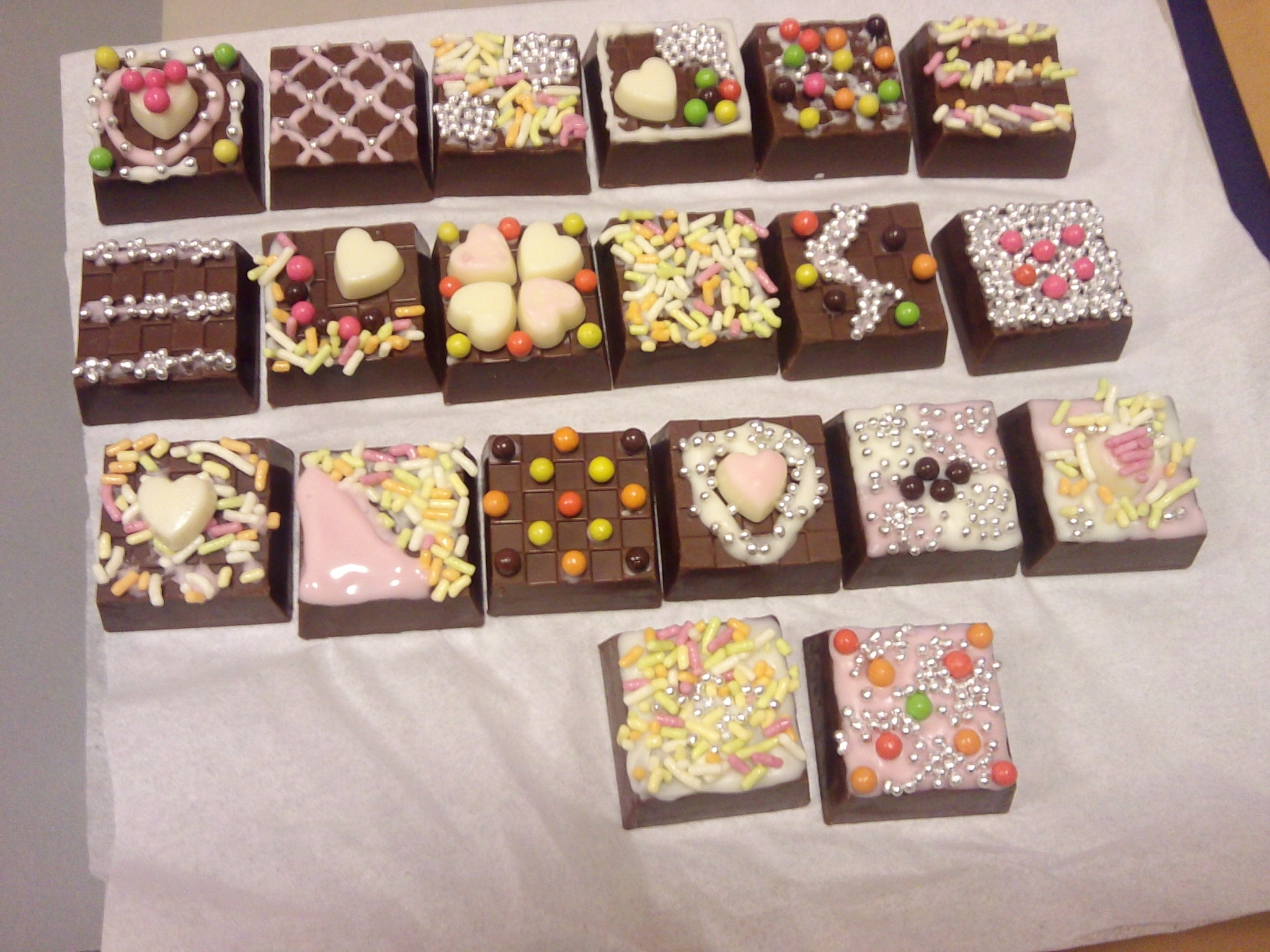
Honmei choco - Chocolate para el día de San Valentín.

Honmei choco (本命チョコ) es un regalo de chocolate en la cultura japonesa que suelen regalar las mujeres a los hombres. Honmei significa "chocolate favorito" y se deriva de un ritual de cortejo. En la actualidad se ofrece el día de San Valentín, y se puede decir que es un regalo prosectivo de amor. El chocolate Honmei se elabora con mayor patrón de calidad (y es más caro) que el giri choco ("chocolate de la obligación"). 
Es muy popular el honmei choco elaborado a mano. Este ofrecimiento de chocolate posee una contrapartida en el White day (día blanco), celebrado cada año el 14 de marzo en el que cada hombre regala un caramelo a las mujeres o solo a la que le gusta.